# Sarcophaga smithi
Sarcophaga smithi är en tvåvingeart som beskrevs av Nandi 1990. Sarcophaga smithi ingår i släktet Sarcophaga och familjen köttflugor. Inga underarter finns listade i Catalogue of Life.